# Betty Joseph
Betty Joseph (* 7. März 1917 in Birmingham (Stadtteil Edgbaston); † 4. April 2013 in London) war eine britische Psychoanalytikerin und Schriftstellerin und Anhängerin der Arbeit von Melanie Klein.

## Leben und Wirken
Betty Joseph wurde in der Zeit des letzten Drittels des Ersten Weltkrieges in Edgbaston in der Gillott Road 403 als Tochter des Elektrotechnikers Henry Joseph (1879–1941) und seiner Frau Nennie May Joseph, geborene Rudelsheim (1883–1966), geboren. Beide Eltern entstammten einer anglo-jüdischen Familien, die im frühen 18. Jahrhundert aus dem Elsass nach Großbritannien gekommen waren.
An der Wolverhampton Girls’ High School in Wolverhampton ging Joseph zunächst zur Schule, gefolgt von einer Ausbildung in Sozialpädagogik an der Birmingham University und der London School of Economics.
Während des Zweiten Weltkriegs arbeitete Joseph im Zivilschutz, Civil Defence Service war einmal LKW-Fahrerin und arbeitete mit oft traumatisierten Evakuierten zusammen. Im Jahre 1940 begann sie, ebenfalls in Manchester, eine Analyse bei Michael Balint, die sie nach Kriegsende in London fortsetzte. Sie wurde 1949 Mitglied und Mitte der 1950er Jahre Lehranalytikerin der British Psychoanalytical Society, wo sie sich der Gruppe um Melanie Klein anschloss. Von 1951 bis 1954 machte sie eine weitere Analyse bei Paula Heimann.
Joseph war bekannt für ihre Metaanalyse, die Analyse des Prozesses der Psychoanalyse selbst und für eine empirische, wissenschaftliche Herangehensweise an dieses Thema. Sie hielt es für wichtig, dass sich der Analytiker auf das konzentrierte, was der Patient während der Analysesitzungen tat, und nicht nur auf das, was er sagte, um an die zugrunde liegende „psychische Realität“  zu gelangen.
Joseph war von 1991 bis 2006 Vorsitzende des am 1. Februar 1955 gegründeten Melanie-Klein-Trusts.
Joseph starb in ihrem Haus in Clifton Hill, St. Johns Wood, in London an einer Herzerkrankung.

## Publikationen (Auswahl)
- An aspect of the repetition compulsion. The International Journal of Psychoanalysis (IJP) 40, 1959, 213–222
- Some characteristics of the psychopathic personality. IJP 41, 1960, 526–531; in J. R. Meloy (Hrsg.): The Mark of Cain. Psychoanalytic Insight and the Psychopath. Hillsdale, N.J.; London 2001
- A clinical contribution to the analysis of a perversion. IJP 52, 1971, 441–449
- Different types of anxiety and their handling in the analytic situation. IJP 59, 1978, 223–228
- Toward the experience of psychic paine. In J. S. Grotstein (Hrsg.): Do I Dare Disturb the Universe? A Memorial to Wilfred R. Bion. Beverly Hills 1981
- Understanding and not understanding. Some technical questions. IJP 64, 1983, 291–298, deutsch Verstehen und Nichtverstehen. Einige technische Fragen. Psyche 40, 1986, 991–1005
- Transference. The total situation. IJP 66, 1985, 447–454
- Object relations in clinical practice. Psa Quart 57, 1988, 626–642
- Psychic Equilibrium and Psychic Change. Selected Papers of Betty Joseph. London/New York 1989, deutsch Psychisches Gleichgewicht und psychische Veränderungen. Klett-Cotta, Stuttgart 1994
- Psychic change. Some perspectives. IJP 73, 1992, 237–243
- Agreeableness as obstacle. IJP 81, 2000, 641–649
- Our Adult World, and Other Essays. London 1963 zusammen mit Melanie Klein und Elliott Jaques
- Melanie Klein Centenary Papers. London 1983 zusammen mit Melanie Klein